# Десять франков «Берлиоз»
Десять франков «Берлиоз» — французская банкнота выпущенная Банком Франции,
эскиз которой разработан 23 ноября 1972 года и выпускалась Банком Франции с 5 ноября 1974
по 31 декабря 1980 года. Она заменила банкноту десять франков Вольтер. 15 сентября 1986 она перестает быть законным платежным средством. Это последняя банкнота номиналом 10 франков.

## Описание
Авторами банкноты стали Люсьен Фонтанароза и гравёры Жак Жубер (аверс) и Анри Рено (реверс). Доминирующими цветами являются оранжевый и коричневый.
Аверс: портрет Гектора Берлиоза, работы Эмиля Синьоля (1832 год), у часовни Дома Инвалидов в Париже, во время исполнения музыкального произведения Реквием.
Реверс: портрет Гектора Берлиоза, возле здания Вилла Медичи в Риме. Фоном служит замок Святого Ангела и Собор Святого Петра в Риме. Водяной знак изображает профиль Берлиоза. Размеры банкноты составляют 140 мм х 76 мм.

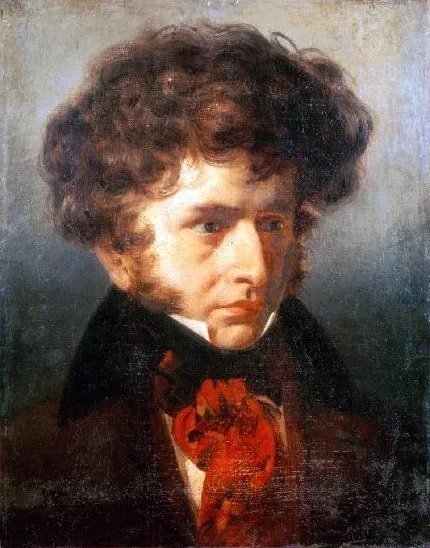
Портрет Гектора Берлиоза, работы Эмиля Синьоля (1832 год)

## Также
В 1974 году выпущена медно-никелевая монета с таким же номиналом, десять франков Матье.